# Eisenbahnunfall von Mendon
Der Eisenbahnunfall von Mendon war der Zusammenstoß eines Fernreisezugs mit einem Lastkraftwagen auf einem ungesicherten Bahnübergang bei der Ortschaft Mendon, Missouri, am 27. Juni 2022. Der Zug entgleiste, vier Menschen starben.

## Ausgangslage
Bei Mendon befindet sich einer der 130.000 technisch ungesicherten Bahnübergänge, die es in den USA gibt. Die straßenseitige Sicht auf die Gleise und eventuell herannahende Züge war aufgrund von Bewuchs schlecht. Die zulässige Höchstgeschwindigkeit an der Unfallstelle beträgt 145 km/h.
Der Southwest Chief war dort als Zug Nr. 4 der Amtrak von Los Angeles nach Chicago unterwegs. Er bestand aus zwei führenden Lokomotiven und acht Doppelstock-Reisezugwagen. Im Zug befanden sich 275 Reisende und 12 Eisenbahner.
Als der Zug den Bahnübergang querte befuhr den gerade ein mit Steinen beladener Muldenkipper.

## Unfallhergang
Der Zug und der Lkw stießen zusammen. In der Folge entgleisten alle acht Wagen des Zuges, kippten aus dem Gleis und kamen auf der Seite zu liegen. Die beiden Lokomotiven entgleisten ebenfalls, kippten aber nicht um.

## Folgen
Bei dem Unfall kamen der Fahrer des Lkw und zwei Fahrgäste sofort ums Leben, ein weiterer Fahrgast erlag später im Krankenhaus seinen Verletzungen. 150 weitere Personen wurden – zum Teil schwer – verletzt.